# Зайцев, Андрей Дмитриевич
Андрей Дмитриевич Зайцев (19 января 1951, Москва — 8 марта 1997, там же) — российский историк, археограф, редактор.

## Биография
Родился в Москве, в семье служащих. В 1973 году окончил Московский историко-архивный институт (МГИАИ). С этого же года начал работать в Центральном государственном архиве литературы и искусства (ЦГАЛИ СССР; ныне — РГАЛИ). С 1973 до 1988 находился на должностях научного сотрудника, заместителя заведующего, а затем заведующего отделом публикаций ЦГАЛИ.
Был одним из инициаторов подготовки и авторов «Путеводителя по фондам ЦГАЛИ СССР» и альманаха «Встречи с прошлым», выходившего в издательстве «Советская Россия» с 1972 года.
В 1981 году в Институте истории СССР защитил кандидатскую диссертацию на тему: «"Русский архив" — исторический журнал (1863—1917): (История собирания, организации и издания материалов)».
В 1988—1995 — заведующий редакцией отечественной истории, в том числе в 1991—1995 — член Научно-редакционного совета, научного издательства «Советская энциклопедия» (с 1992 издательство «Большая Российская энциклопедия»). Был также заместителем главного редактора многотомной энциклопедии «Отечественная история» (тома 1—2, 1994—1996). Внёс существенный вклад в разработку концепции и структуры этой энциклопедии, в результате чего значительное место в издании занимают материалы, посвящённые истории и культуре Москвы.
Автор вышедшей в 1989 году в издательстве «Московский рабочий» монографии, посвящённой русскому историографу, археографу и библиографу П. И. Бартеневу (1829—1912). В книге исследована деятельность Бартенева как издателя журнала «Русский архив» и составителя библиографических указателей к «Московским литературным и учёным сборникам» (за 1846—1847), журнала «Москвитянин» и др.
Зайцев был также в числе инициаторов издания и членом редколлегии альманаха «Российский архив», продолжающего исследовательские и публикаторские традиции «Русского архива» Бартенева. В 1996 году был одним из редакторов русской версии международного издания «Хроника человечества».
Андрей Дмитриевич Зайцев умер 8 марта 1997 года, на 47-м году жизни. Похоронен в Москве на Ваганьковском кладбище.

## Сочинения
- Зайцев А. Д. Пётр Иванович Бартенев / Предисловие С. О. Шмидта. — М.: Московский рабочий, 1989. — 176 с. — (История Москвы: портреты и судьбы). — 39 000 экз. — ISBN 5-239-00167-7. (обл.)
- Зайцев А. Д. Пётр Иванович Бартенев и журнал «Русский архив» / А. Д. Зайцев; Археографическая комиссия РАН. — М.: АО «Московские учебники и Картолитография», 2001. — 280 с. — 2000 экз. — ISBN 5-7853-0149-0. (в пер.)